# Апостол Филолог
Апостол Филолог је био један од седамдесет Христових апостола. Апостол Павле га спомиње у својој Посланици Римљанима (Рим 16,15).
Постављен је за епископа града Синопа од стране апостола Андреја.
Према римском предању, филолог је био римски племић. Од малих ногу је служио у преторијанској гарди. Случајно је упознао преподобног Акилу. Био је ожењен племкињом Јулијијом. Заједно су упознали апостола Павла током његовог тамновања у Риму и тада су обоје примили хришћанство. Ипак, Филолог није желео да напусти државну службу и живео је као скривени хришћанин. Убрзо након изласка апостола Павла из затвора и његовог одласка из Рима, 64. године цар Нерон је запалио Рим и за то оптужио хришћане. Отпочео је стравичан прогон хришћана. Филолог и Јулија нису били међу првим жртвама, што је изазивало бес код Нерона. Након страшног мучења римских хришћана, филолог и Јулија су одлучили да се јавно изјасне као хришћани.
Цар Нерон је након тога, наредио да супружници Филолог и Јулија буду заједно спаљени на ломачи.
Православна црква га прославља 5. новембра по јулијанском календару.